# Теорема Пифагора

Схема, объясняющая доказательство теоремы Пифагора через равнодополняемость

Почтовая марка Никарагуа 1971 года и её оборот. Теорема Пифагора (длина сторон прямоугольного треугольника)

Теоре́ма Пифаго́ра — одна из основополагающих теорем евклидовой геометрии, устанавливающая соотношение между сторонами прямоугольного треугольника: сумма квадратов длин катетов равна квадрату длины гипотенузы.
Соотношение в том или ином виде предположительно было известно различным древним цивилизациям задолго до нашей эры; первое строгое доказательство приписывается  античному философу Пифагору. Утверждение появляется как Предложение 47 в «Началах» Евклида.
Также может быть выражена как геометрический факт о том, что площадь квадрата, построенного на гипотенузе, равна сумме площадей квадратов, построенных на катетах. Верно и обратное утверждение: треугольник, у которого сумма квадратов длин двух сторон равна квадрату длины третьей стороны, является прямоугольным.
Существует ряд обобщений данной теоремы — для произвольных треугольников, для фигур в пространствах высших размерностей. В неевклидовых геометриях теорема не выполняется.

## История
По мнению историка математики Морица Кантора, в Древнем Египте во времена царя Аменемхета I (около XXIII век до н. э.) было известно о прямоугольном треугольнике со сторонами 3, 4, 5 — его использовали гарпедонапты — «натягиватели верёвок». В древневавилонском тексте, относимом ко временам Хаммурапи (XX век до н. э.), приведено приближённое вычисление гипотенузы. По мнению Ван-дер-Вардена, очень вероятно, что соотношение в общем виде было известно в Вавилоне уже около XVIII века до н. э.

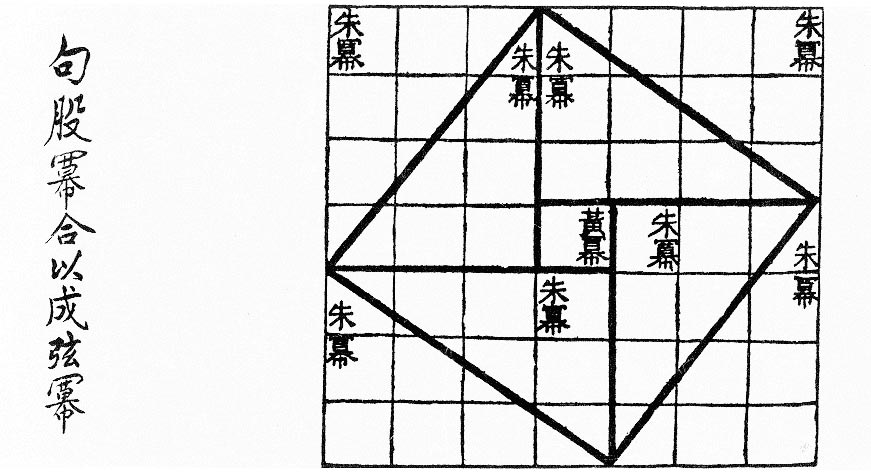
Рисунок из книги Чжоу би суань цзин (500—200 лет до нашей эры)

В древнекитайской книге «Чжоу би суань цзин», относимой к периоду V—III веков до н. э., приводится треугольник со сторонами 3, 4 и 5, притом изображение можно трактовать как графическое обоснование соотношения теоремы. В китайском сборнике задач «Математика в девяти книгах» (X—II веков до н. э.) применению теоремы посвящена отдельная книга.
Общепринято, что доказательство соотношения дано древнегреческим философом Пифагором (570—490 до н. э.). Имеется свидетельство Прокла (412—485 н. э.), что Пифагор использовал алгебраические методы, чтобы находить пифагоровы тройки, но при этом в течение пяти веков после смерти Пифагора прямых упоминаний о доказательстве его авторства не находится. Однако когда Плутарх и Цицерон пишут о теореме Пифагора, из содержания следует, будто авторство Пифагора общеизвестно и несомненно. Существует предание, сообщённое Диогеном Лаэртским, согласно которому Пифагор якобы отпраздновал открытие своей теоремы гигантским пиром, заклав на радостях сотню быков.
Приблизительно в 400 году до н. э., согласно Проклу, Платон дал метод нахождения пифагоровых троек, сочетающий алгебру и геометрию. Около 300 года до н. э. в «Началах» Евклида появилось старейшее аксиоматическое доказательство теоремы Пифагора.

## Формулировки

Сумма площадей квадратов, опирающихся на катеты и, равна площади квадрата, построенного на гипотенузе

Основная формулировка содержит алгебраические действия — в прямоугольном треугольнике, длины катетов которого равны {\displaystyle a} и {\displaystyle b}, а длина гипотенузы — {\displaystyle c}, выполнено соотношение {\displaystyle a^{2}+b^{2}=c^{2}}.

Возможна и эквивалентная геометрическая формулировка, прибегающая к понятию площади фигуры: в прямоугольном треугольнике площадь квадрата, построенного на гипотенузе, равна сумме площадей квадратов, построенных на катетах.
В таком виде теорема сформулирована в «Началах» Евклида.
Обратная теорема Пифагора — утверждение о прямоугольности всякого треугольника, длины сторон которого связаны соотношением {\displaystyle a^{2}+b^{2}=c^{2}}. Как следствие, для всякой тройки положительных чисел {\displaystyle a}, {\displaystyle b} и {\displaystyle c}, такой, что {\displaystyle a^{2}+b^{2}=c^{2}}, существует прямоугольный треугольник с катетами {\displaystyle a} и {\displaystyle b} и гипотенузой {\displaystyle c}. Предложение, обратное теореме Пифагора, сформулированное в условной форме: «Если квадрат одной из сторон треугольника равен сумме квадратов двух других сторон, то угол, лежащий против этой стороны, является прямым». Это же предложение в категоричной форме: «Угол треугольника, лежащий против стороны, квадрат которой равен сумме квадратов двух других сторон, прямой». Именно данное корректное предложение, обратное теореме Пифагора, является также теоремой.

## Доказательства
В научной литературе зафиксировано не менее 400 доказательств теоремы Пифагора, что объясняется как фундаментальным значением для геометрии, так и элементарностью результата. Основные направления доказательств: алгебраическое использование соотношений элементов треугольника (таков, например, популярный метод подобия), метод площадей, существуют также различные экзотические доказательства (например, с помощью дифференциальных уравнений).

### Через подобные треугольники

Чертёж к доказательству теоремы Пифагора через подобные треугольники

Одним из наиболее популярных в учебной литературе доказательств алгебраической формулировки является доказательство с использованием техники подобия треугольников, при этом оно почти непосредственно выводится из аксиом и не задействует понятие площади фигуры.
В нём для треугольника {\displaystyle \triangle ABC} с прямым углом при вершине {\displaystyle C} со сторонами {\displaystyle a,b,c}, противолежащими вершинам {\displaystyle A,B,C} соответственно, проводится высота {\displaystyle CH}, при этом (согласно признаку подобия по равенству двух углов) возникают соотношения подобия: {\displaystyle \triangle ABC\sim \triangle ACH} и {\displaystyle \triangle ABC\sim \triangle CBH}, из чего непосредственно следуют соотношения
{\displaystyle {\frac {a}{c}}={\frac {|HB|}{a}},\quad {\frac {b}{c}}={\frac {|AH|}{b}}.}
При перемножении крайних членов пропорций выводятся равенства
{\displaystyle a^{2}=c\cdot |HB|,\quad b^{2}=c\cdot |AH|,}
покомпонентное сложение которых даёт требуемый результат:
{\displaystyle a^{2}+b^{2}=c\cdot {\big (}|HB|+|AH|{\big )}=c^{2}\quad \Longleftrightarrow \quad a^{2}+b^{2}=c^{2}.}

### Доказательства методом площадей
Большое число доказательств задействуют понятие площади.
Несмотря на видимую простоту многих из них, такие доказательства используют свойства площадей фигур, доказательства которых сложнее доказательства самой теоремы Пифагора.

#### Доказательство через равнодополняемость

Схема доказательства через равнодополняемость

Доказательство через равнодополняемость использует четыре копии прямоугольного треугольника с катетами {\displaystyle a,b} и гипотенузой {\displaystyle c}, расположенные таким образом, чтобы образовывать квадрат со стороной {\displaystyle a+b} и внутренний четырёхугольник со сторонами длиной {\displaystyle c}. Внутренний четырёхугольник в этой конфигурации является квадратом, так как сумма двух противоположных прямому острых углов — 90°, а развёрнутый угол — 180°. Площадь внешнего квадрата равна {\displaystyle (a+b)^{2}}, он состоит из внутреннего квадрата площадью {\displaystyle c^{2}} и четырёх прямоугольных треугольников, каждый площадью {\displaystyle {\frac {ab}{2}}}, в результате из соотношения {\displaystyle (a+b)^{2}=4\cdot {\frac {ab}{2}}+c^{2}} при алгебраическом преобразовании следует утверждение теоремы.

#### Доказательство Евклида

Чертёж к доказательству Евклида. Основное направление доказательства — установление конгруэнтности, площадь которых составляет половину площади прямоугольников и соответственно

Классическое доказательство Евклида направлено на установление равенства площадей между прямоугольниками, образованными из рассечения квадрата над гипотенузой высотой из прямого угла с квадратами над катетами.
Конструкция, используемая для доказательства следующая: для прямоугольного треугольника {\displaystyle \triangle ABC} с прямым углом {\displaystyle C}, квадратов над катетами {\displaystyle ACED} и {\displaystyle BCFG} и квадрата над гипотенузой {\displaystyle ABIK} строится высота {\displaystyle CH} и продолжающий её луч {\displaystyle s}, разбивающий квадрат над гипотенузой на два прямоугольника {\displaystyle AHJK} и {\displaystyle BHJI}. Доказательство нацелено на установление равенства площадей прямоугольника {\displaystyle AHJK} с квадратом над катетом {\displaystyle AC}; равенство площадей второго прямоугольника, составляющего квадрат над гипотенузой, и прямоугольника над другим катетом устанавливается аналогичным образом.
Равенство площадей прямоугольника {\displaystyle AHJK} и {\displaystyle ACED} устанавливается через конгруэнтность треугольников {\displaystyle \triangle ACK} и {\displaystyle \triangle ABD}, площадь каждого из которых равна половине площади прямоугольников {\displaystyle AHJK} и {\displaystyle ACED} соответственно в связи со следующим свойством: площадь треугольника равна половине площади прямоугольника, если у фигур есть общая сторона, а высота треугольника, построенная к общей стороне, равна другой стороне прямоугольника. Конгруэнтность треугольников следует из равенства двух сторон (стороны квадратов) и угла между ними (составленного в обоих случаях из прямого угла и угла {\displaystyle \angle CAB}).
Таким образом, доказательством устанавливается, что площадь квадрата над гипотенузой, составленного из прямоугольников {\displaystyle AHJK} и {\displaystyle BHJI}, равна сумме площадей квадратов над катетами.

#### Доказательство Леонардо да Винчи

Чертёж к доказательству, приписываемому Леонардо да Винчи

К методу площадей относится также доказательство, традиционно приписываемое Леонардо да Винчи, но найденное, по-видимому, Иоганном Тобиасом Майером. В этом доказательстве для треугольника {\displaystyle \triangle ABC} с прямым углом {\displaystyle \angle C} и квадратами {\displaystyle ACED}, {\displaystyle BCFG} и {\displaystyle ABHJ}, построенными на сторонах треугольника, на стороне {\displaystyle HJ} последнего квадрата во внешнюю сторону строится треугольник, конгруэнтный {\displaystyle \triangle ABC}, притом отражённый как относительно гипотенузы, так и относительно высоты к ней (то есть {\displaystyle JI=BC} и {\displaystyle HI=AC}). Прямая {\displaystyle CI} разбивает квадрат, построенный на гипотенузе, на две равные части, поскольку треугольники {\displaystyle \triangle ABC} и {\displaystyle \triangle JHI} равны по построению. Доказательство устанавливает конгруэнтность четырёхугольников {\displaystyle CAJI} и {\displaystyle DABG}, площадь каждого из которых, оказывается, с одной стороны, равной сумме половин площадей квадратов на катетах и площади исходного треугольника, с другой стороны — половине площади квадрата на гипотенузе плюс площадь исходного треугольника. Итого, половина суммы площадей квадратов над катетами равна половине площади квадрата над гипотенузой, что равносильно геометрической формулировке теоремы Пифагора.

### Доказательство методом бесконечно малых

Доказательство методом бесконечно малых

Существует несколько доказательств, прибегающих к технике дифференциальных уравнений. В частности, Харди приписывается доказательство, использующее бесконечно малые приращения катетов {\displaystyle a} и {\displaystyle b} и гипотенузы {\displaystyle c}. Например, приращение катета {\displaystyle da} при постоянном катете {\displaystyle b} приводит к приращению гипотенузы {\displaystyle dc}, так что
{\displaystyle {\frac {da}{dc}}={\frac {c}{a}}.}
Методом разделения переменных из них выводится дифференциальное уравнение {\displaystyle c\,dc=a\,da},
интегрирование которого даёт соотношение {\displaystyle c^{2}=a^{2}+\mathrm {const} }. Применение начальных условий {\displaystyle a=0,\ c=b} определяет константу как {\displaystyle b^{2}}, что в результате даёт утверждение теоремы.
Квадратичная зависимость в окончательной формуле появляется благодаря линейной пропорциональности между сторонами треугольника и приращениями, тогда как сумма связана с независимыми вкладами от приращения разных катетов.

## Вариации и обобщения

### Подобные геометрические фигуры на трёх сторонах

Обобщение для подобных треугольников, сумма площадей зелёных фигур равна площади синей

Теорема Пифагора с использованием подобных прямоугольных треугольников

Важное геометрическое обобщение теоремы Пифагора дал Евклид в «Началах», перейдя от площадей квадратов на сторонах к площадям произвольных подобных геометрических фигур: сумма площадей таких фигур, построенных на катетах, будет равна площади подобной им фигуры, построенной на гипотенузе.
Главная идея этого обобщения заключается в том, что площадь подобной геометрической фигуры пропорциональна квадрату любого своего линейного размера и в частности квадрату длины любой стороны. Следовательно, для подобных фигур с площадями {\displaystyle A}, {\displaystyle B} и {\displaystyle C}, построенных на катетах с длинами {\displaystyle a} и {\displaystyle b} и гипотенузе {\displaystyle c} соответственно, имеет место соотношение:
{\displaystyle {\frac {A}{a^{2}}}={\frac {B}{b^{2}}}={\frac {C}{c^{2}}}\,\Rightarrow \,A+B={\frac {a^{2}}{c^{2}}}C+{\frac {b^{2}}{c^{2}}}C}.
Так как по теореме Пифагора {\displaystyle a^{2}+b^{2}=c^{2}}, то выполнено {\displaystyle A+B=C}.
Кроме того, если возможно доказать без привлечения теоремы Пифагора, что для площадей трёх подобных геометрических фигур на сторонах прямоугольного треугольника выполнено соотношение {\displaystyle A+B=C}, то с использованием обратного хода доказательства обобщения Евклида можно вывести доказательство теоремы Пифагора. Например, если на гипотенузе построить конгруэнтный начальному прямоугольный треугольник площадью {\displaystyle C}, а на катетах — два подобных ему прямоугольных треугольника с площадями {\displaystyle A} и {\displaystyle B}, то оказывается, что треугольники на катетах образуются в результате деления начального треугольника его высотой, то есть сумма двух меньших площадей треугольников равна площади третьего, таким образом {\displaystyle A+B=C} и, применяя соотношение для подобных фигур, выводится теорема Пифагора.

### Теорема косинусов
Теорема Пифагора — это частный случай более общей теоремы косинусов, которая связывает длины сторон в произвольном треугольнике:
{\displaystyle a^{2}+b^{2}-2ab\cos {\theta }=c^{2}},
где {\displaystyle \theta } — угол между сторонами {\displaystyle a} и {\displaystyle b}. Если угол равен 90°, то {\displaystyle \cos \theta =0}, и формула упрощается до обычной теоремы Пифагора.

### Произвольный треугольник

Обобщение, установленное Сабитом ибн Куррой. Нижний рисунок демонстрирует подобие треугольника треугольнику

Существует обобщение теоремы Пифагора на произвольный треугольник, оперирующее исключительно соотношением длин сторон. Считается, что оно впервые было установлено сабийским астрономом Сабитом ибн Куррой. В нём для произвольного треугольника со сторонами {\displaystyle a,b,c} в него вписывается равнобедренный треугольник с основанием на стороне {\displaystyle c}, вершиной, совпадающей с вершиной исходного треугольника, противолежащей стороне {\displaystyle c} и углами при основании, равными углу {\displaystyle \theta }, противолежащему стороне {\displaystyle c}. В результате образуются два треугольника, подобных исходному: первый — со сторонами {\displaystyle a}, дальней от неё боковой стороной вписанного равнобедренного треугольника, и {\displaystyle r} — части стороны {\displaystyle c}; второй — симметрично к нему от стороны {\displaystyle b} со стороной {\displaystyle s} — соответствующей частью стороны {\displaystyle c}. В результате оказывается выполнено соотношение
{\displaystyle a^{2}+b^{2}=c(r+s),}
вырождающееся в теорему Пифагора при {\displaystyle \theta =\pi /2}. Соотношение является следствием подобия образованных треугольников:
{\displaystyle {\frac {c}{a}}={\frac {a}{r}},\quad {\frac {c}{b}}={\frac {b}{s}}\quad \Rightarrow \quad cr+cs=a^{2}+b^{2}.}

### Теорема Паппа о площадях
Теорема Паппа о площадях, позволяющая для произвольного треугольника и произвольных параллелограммов на двух его сторонах построить параллелограмм на третьей стороне таким образом, чтобы его площадь была равна сумме площадей двух заданных параллелограммов, также может быть рассмотрена как обобщение теоремы Пифагора: в случае, когда исходный треугольник — прямоугольный, а на катетах в качестве параллелограммов заданы квадраты, квадрат, построенный на гипотенузе оказывается удовлетворяющим условиям теоремы Паппа о площадях.

### Многомерные обобщения
Обобщением теоремы Пифагора для трёхмерного евклидова пространства является теорема де Гуа: если в одной вершине тетраэдра сходятся три прямых угла, то квадрат площади грани, лежащей напротив этой вершины, равен сумме квадратов площадей других трёх граней. Этот вывод может быть обобщён и как «n-мерная теорема Пифагора» для евклидовых пространств высших размерностей — для граней ортогонального {\displaystyle n}-мерного симплекса с площадями {\displaystyle S_{1},\dots ,S_{n}} ортогональных граней и противолежащей им грани площадью {\displaystyle S_{0}} выполнено соотношение
{\displaystyle S_{0}^{2}=\sum _{i=1}^{n}S_{i}^{2}.}
Ещё одно многомерное обобщение возникает из задачи нахождения квадрата длины диагонали прямоугольного параллелепипеда: для её вычисления необходимо дважды применить теорему Пифагора, в результате она составит сумму квадратов длин трёх смежных сторон параллелепипеда. В общем случае квадрат длины диагонали {\displaystyle n}-мерного прямоугольного параллелепипеда со смежными сторонами с длинами {\displaystyle a_{1},\dots ,a_{n}} составляет
{\displaystyle d^{2}=\sum _{i=1}^{n}a_{i}^{2}.}
Как и в трёхмерном случае, результат является следствием последовательного применения теоремы Пифагора к прямоугольным треугольникам в перпендикулярных плоскостях.
Обобщением теоремы Пифагора для бесконечномерного пространства является равенство Парсеваля.

### Неевклидова геометрия
Теорема Пифагора выводится из аксиом евклидовой геометрии и недействительна для неевклидовой геометрии — выполнение теоремы Пифагора равносильно постулату Евклида о параллельности.
В неевклидовой геометрии соотношение между сторонами прямоугольного треугольника обязательно будет в форме, отличной от теоремы Пифагора. Например, в сферической геометрии все три стороны прямоугольного треугольника, которые ограничивают собой октант единичной сферы, имеют длину {\displaystyle \pi /2}, что противоречит теореме Пифагора.
При этом теорема Пифагора справедлива в гиперболической и эллиптической геометрии, если требование о прямоугольности треугольника заменить условием, что сумма двух углов треугольника должна равняться третьему.

#### Сферическая геометрия

Сферический треугольник

Для любого прямоугольного треугольника на сфере радиусом {\displaystyle R} (например, если угол {\displaystyle \gamma } в треугольнике прямой) со сторонами {\displaystyle a,b,c} соотношение между сторонами имеет вид
{\displaystyle \cos {\frac {c}{R}}=\cos {\frac {a}{R}}\cdot \cos {\frac {b}{R}}.}
Это равенство может быть выведено как особый случай сферической теоремы косинусов, которая справедлива для всех сферических треугольников:
{\displaystyle \cos {\frac {c}{R}}=\cos {\frac {a}{R}}\cdot \cos {\frac {b}{R}}+\sin {\frac {a}{R}}\cdot \sin {\frac {b}{R}}\cdot \cos \gamma .}
Применяя ряд Тейлора в функции косинуса ({\displaystyle \cos x\approx 1-{\dfrac {x^{2}}{2}}}) можно показать, что если радиус {\displaystyle R} стремится к бесконечности, а аргументы {\displaystyle {\dfrac {a}{R}}}, {\displaystyle {\dfrac {b}{R}}} и {\displaystyle {\dfrac {c}{R}}} стремятся к нулю, то сферическое соотношение между сторонами в прямоугольном треугольнике приближается к теореме Пифагора.

#### Геометрия Лобачевского

Гиперболический треугольник

В геометрии Лобачевского для прямоугольного треугольника со сторонами {\displaystyle a,b,c} со стороной {\displaystyle c}, противолежащей прямому углу, соотношение между сторонами будет следующим:
{\displaystyle \operatorname {ch} c=\operatorname {ch} a\cdot \operatorname {ch} b},
где {\displaystyle \operatorname {ch} } — гиперболический косинус. Эта формула является частным случаем гиперболической теоремы косинусов, которая справедлива для всех треугольников:
{\displaystyle \operatorname {ch} c=\operatorname {ch} a\cdot \operatorname {ch} b-\operatorname {sh} a\cdot \operatorname {sh} b\cdot \cos \gamma },
где {\displaystyle \gamma } — угол, вершина которого противоположна стороне {\displaystyle c}.
Используя ряд Тейлора для гиперболического косинуса ({\displaystyle \operatorname {ch} x\approx 1+{\dfrac {x^{2}}{2}}}) можно показать, что если гиперболический треугольник уменьшается (то есть, когда {\displaystyle a}, {\displaystyle b} и {\displaystyle c} стремятся к нулю), то гиперболические соотношения в прямоугольном треугольнике приближаются к соотношению классической теоремы Пифагора.

## Применение

### Расстояние в двумерных прямоугольных системах
Важнейшее применение теоремы Пифагора — определение расстояния между двумя точками в прямоугольной системе координат: расстояние {\displaystyle s} между точками с координатами {\displaystyle (a,b)} и {\displaystyle (c,d)} равно
{\displaystyle s={\sqrt {(a-c)^{2}+(b-d)^{2}}}.}
Для комплексных чисел теорема Пифагора даёт естественную формулу для нахождения модуля комплексного числа — для {\displaystyle z=x+yi} он равен длине радиус-вектора на комплексной плоскости к точке {\displaystyle (x,y)}:
{\displaystyle |z|={\sqrt {x^{2}+y^{2}}}.}
Расстояние между комплексными числами {\displaystyle z_{1}=x_{1}+y_{1}i} и {\displaystyle z_{2}=x_{2}+y_{2}i} также представляется в форме теоремы Пифагора:
{\displaystyle |z_{1}-z_{2}|={\sqrt {(x_{1}-x_{2})^{2}+(y_{1}-y_{2})^{2}}}.}

### Расстояние между двумя точками вплоскости Лобачевского
{\displaystyle ds^{2}=dx^{2}+\operatorname {ch} ^{2}\left({\frac {y}{R}}\right)dy^{2}}.
Здесь R — радиус кривизны плоскости Лобачевского, ch — гиперболический косинус.

### Евклидова метрика
Евклидова метрика — функция расстояния в евклидовых пространствах, определяемая по теореме Пифагора, непосредственным её применением в двумерном случае, и последовательным в многомерном; для точек {\displaystyle n}-мерного пространства {\displaystyle p=(p_{1},\dots ,p_{n})} и {\displaystyle q=(q_{1},\dots ,q_{n})} расстояние {\displaystyle d(p,q)} между ними определяется следующим образом:
{\displaystyle d(p,q)={\sqrt {\sum _{i=1}^{n}{(p_{i}-q_{i})^{2}}}}}.

### Теория чисел
Пифагорова тройка — набор из трёх натуральных чисел {\displaystyle (x,\;y,\;z)}, которые могут быть длинами сторон прямоугольного треугольника, то есть натуральные числа, удовлетворяющие диофантову уравнению {\displaystyle x^{2}+y^{2}=z^{2}}. Пифагоровы тройки играют важную роль в теории чисел, задача их эффективного нахождения породила широкий пласт работ, начиная с древнейших времён и вплоть до современности. Формулировка Великой теоремы Ферма аналогична задаче нахождения пифагоровых троек для степени более 2.
Единственная пифагорова тройка, состоящая из трёх последовательных чисел — это 3, 4 и 5: {\displaystyle 3^{2}+4^{2}=5^{2}}.

## В массовой культуре
С одним из изображений доказательства теоремы связано популярное в русском школьном фольклоре выражение «Пифагоровы штаны на все стороны равны», получившее особенную известность благодаря комической опере 1915 года «Иванов Павел».